# Steve Walsh (musicista)
Steve Walsh (Saint Louis, 15 giugno 1951) è un cantante, tastierista e compositore statunitense, noto soprattutto per essere stato membro del gruppo rock Kansas dal 1972 al 1982 e dal 1986 al 2014.

## Biografia
Storico membro nonché principale compositore insieme a Kerry Livgren, nel 1982 abbandona la band a causa dei molti dissidi con gli altri membri della band, per poi rientrarvi alcuni anni dopo. Inizialmente seconda voce, si rivela negli anni come cantante principale della band.
Tra le sue numerose collaborazioni, in qualità di vocalist, si ricordano quelle con i chitarristi Tommy Denander e Jeff Watson, e quella con il tastierista e compositore Vince DiCola. Compare inoltre come voce nel secondo album di Steve Hackett Please Don't Touch. Oltre che per le sue doti musicali, era conosciuto per il suo particolare look sportivo, caratterizzato da una maglietta bianca e delle scarpe da tennis.

### Con i Kansas
Durante il periodo di Walsh con la band da lui fondata, i Kansas registrarono, fra gli altri, due album di enorme successo, Leftoverture del 1976 e Point of Know Return del 1977; con i Kansas, Walsh ha pubblicato complessivamente 12 album in studio, sei album dal vivo e numerosi singoli. Walsh lascia la band nel 1983, sostituito da John Elefante ma vi rientra in seguito alla reunion del 1986.

### Con gli Streets
Gli Street fecero il suo debutto come band di apertura per Charlie Daniels nel gennaio 1983. La band suonava con l'attrezzatura di un'altra band e suonava solo quattro canzoni. L'LP di debutto fu pubblicato nello stesso anno su Atlantic Records. La band si sciolse nel 1985. Un anno dopo, Walsh riformò i Kansas, che si era sciolto dopo due album senza Walsh.

### La carriera solista e gli altri progetti
Dopo il suo ritorno nel 1985, Walsh rimasto con la band fino al 2014.
Dopo l'esordio come solista nel 1980, ha pubblicato il suo secondo album, dal titolo Glossolalia, nel 2000, affiancando già dagli inizi degli anni novanta all'attività con i Kansas una carriera solista, accompagnato da un gruppo di supporto, con il nome Steve Walsh &  Band. Nel 2003 ha fondato con il chitarrista italiano Daniele Liverani la band Khymera, con la quale ha inciso i primi album.. Il suo terzo album da solista, Shadowman è stato pubblicato nel 2005, con la collaborazione di musicisti come Joey Franco alla batteria, Billy Greer al basso e David Ragsdale al violino. Il 30 giugno 2014, Walsh ha annunciato l'uscita dai Kansas dopo 41 anni, per la seconda volta. Nel 2017, dopo alcuni anni di silenzio, Walsh ha pubblicato un nuovo album solista per l'etichetta Escape Music, intitolato Black Butterfly, pubblicato il 10 novembre 2017.

### La collaborazione con Steve Hackett
Nel 1978 è stato invitato, così come il batterista dei Kansas Phil Ehart, a suonare nel secondo album solista di Steve Hackett, Please Don't Touch, dove ha cantato in due delle canzoni dell'LP, "Narnia" e "Racing in A".

## Il ritiro dalle scene
Nel 2016 va in tour con gli Asia featuring John Payne, con i quali esegue i classici dei Kansas ed annuncia il ritiro dalle scene: nel luglio dello stesso anno si tiene infatti il suo ultimo concerto.

## Riconoscimenti
È spesso nominato tra i più conosciuti tastieristi/cantanti in assoluto, ispiratore in questo campo anche di artisti hard rock come Don Airey e Michele Luppi; inoltre, è considerato tra le più rappresentative voci rock tra il finire degli anni settanta e gli anni ottanta, insieme a Steve Perry, Lou Gramm, David Lee Roth, Tommy Shaw. Nel 2019 è inoltre inserito dalla rivista "Undiscover" tra i 30 migliori cantanti rock progressivo di sempre.

## Caratteristiche
Abile tastierista e pianista, per il suo modo di cantare mentre suona può essere paragonato ad alcuni celebri tastieristi fusion, come Gregg Rolie.

## Formazione della band

### Ultima
- Mike Slamer – chitarra
- Brian Anthony – basso
- Joey Franco – batteria

### Ex-componenti
- Joel Kosche - chitarra
- David Bryson - chitarra
- Duane Buckler - basso
- Billy Greer - basso
- Michael Romeo - chitarra
- Virgil Donati - batteria
- Doane Perry - batteria
- Jeff Watson - chitarra

## Discografia

### Da solista
- 1980 - Schemer-Dreamer
- 2000 - Glossolalia
- 2005 - Shadowman
- 2017 - Black Butterfly

### Con gli Streets
- 1983 – First
- 1985 – Crimes in Mind

### Collaborazioni

#### Con Steve Hackett
- 1978 - Please Don't Touch

#### Con Jeff Watson
- 1993 - Around the Sun

## Colonne sonore
- 1980 - I Go Pogo, regia di Marc Paul Chinoy